# Список народных художников РСФСР
Список народных художников РСФСР по годам присвоения звания.

## Народные художники Республики

### 1923
24 января 1923 года, звание присвоено Указом Президиума ВЦИК СССР
- Касаткин, Николай Алексеевич (1859—1930)

### 1926
- Поленов, Василий Дмитриевич (1844—1927)

### 1927
июнь 1927 года, звание присвоено СНК РСФСР
- Архипов, Абрам Ефимович (1862—1930)

## Народные художники РСФСР

### 1943 год
- Герасимов, Сергей Васильевич (1885—1964), живописец, график, мастер книжной иллюстрации, народный художник СССР (1958)
- Грабарь, Игорь Эммануилович (1871—1960), живописец, реставратор, искусствовед
- Манизер, Матвей Генрихович (1891—1966), скульптор, народный художник СССР (1958)
- Маркичев, Иван Васильевич (1883—1955), мастер палехской миниатюры
- Мешков, Василий Никитич (1868-1946), советский живописец и график
- Павлов, Иван Николаевич (1872—1951), советский гравёр, народный художник РСФСР (1943)
- Федоровский, Федор Федорович (1883—1955), советский театральный художник, доктор искусствоведения
- Яковлев, Василий Николаевич (1893—1953), живописец

### 1944 год
- Егоров, Владимир Евгеньевич (1878—1960), художник театра и кино
- Козловский, Сергей Васильевич (1885—1962), художник кино

### 1945 год
- Лансере, Евгений Евгеньевич (1875—1946), художник
- Юон, Константин Фёдорович (1875—1958), живописец, мастер пейзажа, теоретик искусства

### 1946 год
- Кончаловский, Пётр Петрович (1876—1956), художник
- Остроумова-Лебедева, Анна Петровна (1871—1955), гравёр и живописец, акварелист, мастер пейзажа

### 1947 год
- Бакшеев, Василий Николаевич (1862—1958) — живописец
- Бялыницкий-Бируля, Витольд Каэтанович (1872—1957), живописец-пейзажист, народный художник БССР (1944)

### 1948 год
Почетное звание не присваивалось

### 1949 год
Почетное звание не присваивалось

### 1950 год
Почетное звание не присваивалось

### 1951 год
- Вучетич, Евгений Викторович (1908—1974)
- Ефанов, Василий Прокофьевич (1900—1978)
- Крылов, Порфирий Никитич (1902—1990)
- Куприянов, Михаил Васильевич (1903—1991)
- Соколов, Николай Александрович (1903—2000)
- Томский, Николай Васильевич (1900—1984)

### 1952 год
- Черемных, Михаил Михайлович (1890—1962), график, карикатурист, книжный иллюстратор

### 1953 год
- Авилов, Михаил Иванович (1882—1954), живописец
- Лишев, Всеволод Всеволодович(1877—1960)

### 1954 год
Почетное звание не присваивалось

### 1955 год
- Жуков, Николай Николаевич (1908—1973)
- Конёнков, Сергей Тимофеевич (1874—1971)

### 1956 год
- Вакуров, Иван Петрович (1885—1968)
- Пластов, Аркадий Александрович (1893—1972)
- Котухин, Александр Васильевич (1885—1961), художник палехской миниатюры
- Крымов, Николай Петрович (1884—1958), живописец
- Шмаринов, Дементий Алексеевич (1907—1999)
- Орешников, Виктор Михайлович (1904—1987)
- Решетников, Фёдор Павлович (1906—1988)
- Серов, Владимир Александрович (1910—1968)
- Соколов-Скаля, Павел Петрович (1899—1961)

### 1957 год
- Вирсаладзе, Симон Багратович (1909—1989)

### 1958 год
- Ефимов, Иван Семенович (1878—1959)
- Волков, Борис Иванович (1900—1970)
- Корин, Павел Дмитриевич (1892—1967)
- Чуйков, Семён Афанасьевич (1902—1980)
- Шифрин, Ниссон Абрамович (1892—1961)

### 1959 год
- Дейнека, Александр Александрович (1899—1969), живописец, график и скульптор
- Ефимов, Борис Ефимович (1900—2008), художник-график, мастер политической карикатуры
- Рындин, Вадим Федорович (1902—1974), театральный художник
- Тимин, Александр Иванович (1910—1993)
- Фаворский, Владимир Андреевич (1886—1964), художник, мастер ксилографии и книжной графики, искусствовед, сценограф, живописец-монументалист, теоретик изобразительного искусства.

## 1960—1969 годы

### 1960 год
Почетное звание не присваивалось

### 1961 год
- Бобышов, Михаил Павлович (1885—1964), театральный художник и график

### 1962 год
- Аммосов, Терентий Васильевич (1912—1988)
- Верейский, Георгий Семенович (1886—1962)
- Пименов, Юрий Иванович (1903—1977)
- Ромас, Яков Дорофеевич (1902—1969)
- Семёнов, Иван Максимович (1906—1982)
- Яковлев, Борис Николаевич (1890—1972)

### 1963 год
- Босулаев, Анатолий Федотович (1904—1964)
- Грицай, Алексей Михайлович (1914—1998)
- Зиновьев, Николай Михайлович (1888—1979)
- Кибальников, Александр Павлович (1912—1987)
- Кибрик, Евгений Адольфович (1906—1978)
- Мешков, Василий Васильевич (1893—1963)
- Непринцев, Юрий Михайлович (1909—1996)
- Пахомов, Алексей Федорович (1900—1973)
- Пинчук, Вениамин Борисович (1908—1987)
- Пророков Борис Иванович (1911—1972)
- Рачёв, Евгений Михайлович (1906—1997)
- Ромадин, Николай Михайлович (1903—1987)
- Якупов, Харис Абдрахманович (1919—2010), живописец

### 1964 год
- Ватагин, Василий Алексеевич (1883—1969)
- Ганф, Иосиф Абрамович (1899—1973)
- Ганф, Юлий Абрамович (1898—1973)
- Ладур, Михаил Филиппович (1903—1976)
- Соколов, Илья Алексеевич (1890—1968)

### 1965 год
- Бондаренко, Павел Иванович (1917—1992)
- Еней, Евгений Евгеньевич (1890—1971)
- Игошев, Владимир Александрович (1921—2007), живописец
- Кугач, Юрий Петрович (1917—2013)
- Моисеенко, Евсей Евсеевич (1916—1988)
- Нечитайло, Василий Кириллович (1915—1980)
- Нисский, Георгий Григорьевич (1903—1987)
- Серебряный, Иосиф Александрович (1907—1979)
- Фомичёв, Иван Александрович (1890—1972)

### 1966 год
- Васнецов, Юрий Алексеевич (1900—1973)
- Дехтерёв, Борис Александрович (1908—1993), график, художник-иллюстратор
- Каневский, Аминадав Моисеевич (1898—1976)
- Лебедев, Владимир Васильевич (1891—1967)
- Модоров, Фёдор Александрович (1890—1967), художник

### 1967 год
- Кербель, Лев Ефимович (1917—2003), скульптор
- Нерода, Георгий Васильевич (1895—1983), скульптор

### 1968 год
- Гапоненко, Тарас Гурьевич (1906—1993), живописец
- Лангинен, Лео Фомич (1926—1996)
- Мальцев, Петр Тарасович (1907—1993), живописец
- Мордовин, Валентин Кириллович (1915—1982)
- Мыльников, Андрей Андреевич (1919—2012), живописец
- Орлов, Сергей Михайлович (1911—1971)
- Пономарев, Николай Афанасьевич (1918—1997)
- Сумбаташвили, Иосиф Георгиевич (1915—2012)
- Цигаль, Владимир Ефимович (1917—2013)

### 1969 год
- Богданов, Михаил Александрович (1914—1995), художник кино, народный художник СССР (1985)
- Кацман, Евгений Александрович (1890—1976), живописец и график
- Лактионов, Александр Иванович (1910—1972), живописец и график
- Мочальский, Дмитрий Константинович (1908—1988), живописец и график, народный художник СССР (1980)
- Мясников, Геннадий Алексеевич (1919—1989), художник кино
- Суворов, Николай Георгиевич (1889—1972), художник кино

## 1970—1992 годы

### 1970 год
- Васильев, Пётр Васильевич (1899—1975), художник и график
- Верейский, Орест Георгиевич (1915—1993)
- Чернышёв, Николай Михайлович (1885—1973), художник и искусствовед
- Юнтунен, Суло Хейккиевич (1915—1980)

### 1971 год
- Малютин, Марк Иванович (1919—1998)

### 1972 год
- Комаров, Алексей Никанорович (1879—1977)
- Коржев, Гелий Михайлович (1925—2012), живописец
- Кузьмин, Николай Васильевич (1890—1987)

### 1973 год
- Имашева, Галия Шакировна (1915—1995), театральный художник
- Симонов, Игорь Иванович (1927—2019)
- Ситников, Николай Васильевич (1910—1993)

### 1974 год
- Бродская, Лидия Исааковна (1910—1991)
- Голиков, Николай Иванович (1924—2011)
- Ермолаев, Борис Михайлович (1934—2001)
- Котухина, Анна Александровна (1915—2007)
- Пархоменко, Алексей Иванович (1911—1987)
- Пашкевич, Пётр Исидорович (1918—1996), художник кино
- Самсонов, Марат Иванович (1925—2013)
- Ткачёв, Алексей Петрович (1925—2025)
- Ткачёв, Сергей Петрович (1922—2022)

### 1975 год
- Антонов, Фёдор Васильевич (1904—1994)
- Васильев, Александр Павлович (1911—1990)
- Домашников, Борис Фёдорович (1924—2003)
- Николаев, Ярослав Сергеевич (1899—1978)
- Оссовский, Пётр Павлович (1925—2015)
- Цыплаков, Виктор Григорьевич (1915—1986)
- Штраних, Владимир Фёдорович (1888—1981)

### 1976 год
- Алиханов, Расул Алиханович (1922—2000)
- Горяев, Виталий Николаевич (1910—1982)
- Дмитриевский, Виктор Константинович (1923—2006)
- Зверьков, Ефрем Иванович (1921—2012)
- Золотарёв, Николай Николаевич (1915—1989)
- Иванов, Виктор Иванович (р. 1924)
- Каманин, Александр Михайлович (1905—1989)
- Комов, Олег Константинович (1932—1994)
- Курдов, Валентин Иванович (1905—1989)
- Мельников, Григорий Михайлович (1916—1994)
- Орлова, Галина Андреевна (1913—2009)
- Рождественский, Константин Иванович (1906—1997)
- Широков, Евгений Николаевич (1931—2017)

### 1977 год
- Белов, Кондратий Петрович (1900—1988)
- Нурмухаметов, Рашид Мухаметбареевич (1925—1986)
- Рогов, Евгений Иванович (1918—1999)
- Фомин, Пётр Тимофеевич (1919—1996)
- Шувалов, Евграф Сергеевич (1912—1985)

### 1978 год
- Белоусов, Пётр Петрович (1912—1989)
- Дешалыт, Ефим Исаакович (1921—1996)
- Ерёмин, Алексей Григорьевич (1919—1998)
- Житомирский, Александр Соломонович (1907—1993)
- Курнаков, Андрей Ильич (1916—2010)
- Осипов, Афанасий Николаевич (1928—2017)
- Попов, Игорь Александрович (1927—1999)
- Рукавишников, Иулиан Митрофанович (1922—2000)
- Рябичев, Дмитрий Борисович (1926—1995)
- Ряузов, Борис Яковлевич (1919—1994)
- Угаров, Борис Сергеевич (1922—1991)
- Юрин, Евгений Васильевич (1898—1983)

### 1979 год
- Аракелов, Вартан Нерсесович (1910—1985)
- Глазунов, Илья Сергеевич (1930—2017)
- Гончаров, Андрей Дмитриевич (1903—1979)
- Гусев, Павел Иванович (1917—2010)
- Епишин, Георгий Дмитриевич (1919—1995)
- Загонек, Вячеслав Францевич (1919—1994)
- Замков, Владимир Константинович (1925—1998)
- Кирюхин, Олег Сергеевич (1929—1991)
- Кокорин, Анатолий Владимирович (1908—1987)
- Королёв, Юрий Константинович (1929—1992)
- Овечкин, Николай Васильевич (1929—1993)
- Рыбалко, Валентина Лаврентьевна (1918—1991)
- Сидоров, Валентин Михайлович (1928—2021)
- Тараев, Михаил Михайлович (1920—1996)
- Чернов, Юрий Львович (1935—2009)

### 1980 год
- Абрамов, Марк Александрович (1913—1994), художник-карикатурист
- Арсланов, Мухамед Нуриахметович (1910—2001)
- Барченков, Николай Иванович (1918—2002), живописец
- Бичуков, Анатолий Андреевич (1934—2020)
- Бут, Николай Яковлевич (1928—1989), художник
- Головницкий, Лев Николаевич (1929—1994)
- Ишханов, Юрий Павлович (1929—2009)
- Константинов, Федор Денисович (1910—1997)
- Лебедев, Борис Иванович (1910—1997)
- Левитин, Анатолий Павлович (1922—2018)
- Максимов, Константин Мефодьевич (1913—1994)
- Мягков, Александр Васильевич (1923—2002)
- Переяславец, Владимир Иванович (1918—2018)
- Рогаль, Виталий Сергеевич (1915—2004)
- Родионов, Валерий Васильевич (род. 1929)
- Родионова, Нина Павловна (1930—2018)
- Романычев, Александр Дмитриевич (1919—1989)
- Савостюк, Олег Михайлович (1927—2021)
- Свешников, Дмитрий Константинович (1912—1997)
- Скрипков, Яков Никифорович (1919—2016)
- Успенский, Борис Александрович (1927—2005)
- Фаттахов, Лотфулла Абдульменович (1918—1981), художник, живописец и график

### 1981 год
- Азарова, Людмила Павловна (1919—2010), скульптор-керамист
- Алексеев, Анатолий Иванович (1929—2019), художник
- Белых, Алексей Павлович (1923—2017)
- Бруни, Иван Львович (1920—1995)
- Воробьевский, Алексей Викторович (1906—1992)
- Джанаев, Азанбек Васильевич (1919—1989)
- Казанский, Александр Владимирович (1935—2011)
- Кликс, Рудольф Ригольдович (1910—1997)
- Куманьков, Евгений Иванович (1920—2012)
- Левенталь, Валерий Яковлевич (1938—2015)
- Лихачёв, Михаил Иванович (1919—1997)
- Мешков, Владимир Ильич (1919—2012), художник
- Полюшенко, Андрей Петрович (1911—1985)
- Самсонов, Евгений Иванович (1926—2018), художник
- Сахаровская, Александра Никитична (1927—2004)
- Судаков, Павел Федорович (1914—2010)
- Титков, Иван Васильевич (1905—1993), художник
- Холмогоров, Алексей Павлович (1925—1987)
- Шилов, Александр Максович (род. 1943), живописец и график, автор портретов
- Шишаков, Николай Иванович (1925—1998)
- Щербаков, Борис Валентинович (1916—1995), художник

### 1982 год
- Ветрогонский, Владимир Александрович (1923—2002)
- Дзанагов, Чермен Урузбекович (1920—2015)
- Дугаров, Даши-Нима Дугарович (1933—2001)
- Дуленков, Борис Дмитриевич (1918—1992)
- Китаев, Март Фролович (1925—2020)
- Лутфуллин, Ахмат Фаткуллович (1928—2007)
- Минаев, Владимир Николаевич (1912—1993)
- Мунхалов, Афанасий Петрович (1935—2014)
- Рейхет, Виктор Иосифович (1922—2000)
- Рябинский, Евгений Владиславович (1925—2002)
- Семенюк, Юрий Иванович (1922—2006)
- Сойфертис, Леонид Владимирович (1911—1996)
- Соколов, Андрей Константинович (1931—2007), художник-фантаст
- Урманче, Баки Идрисович (1897—1990)

### 1983 год
- Звонцов, Василий Михайлович (1917—1994)
- Нерода, Юрий Георгиевич (1920—2006)
- Обросов, Игорь Павлович (1930—2010)
- Пленкин, Борис Алексеевич (1930—2007)
- Подляский, Юрий Станиславович (1923—1987)
- Сафронов, Виктор Алексеевич (1932—2025)
- Смирнов, Михаил Николаевич (1926—2011)
- Соломин, Николай Константинович (1916—1999)

### 1984 год
- Бисти, Дмитрий Спиридонович (1925—1990)
- Васнецов, Андрей Владимирович (1924—2009)
- Дудник, Степан Ильич (1914—1996)
- Кирчанов, Александр Николаевич (1919—1987)
- Киселёв, Борис Иванович (1928—2007)
- Колчанов, Аркадий Михайлович (1925—2008), художник-график, мастер ксилографии
- Магомедов, Гаджибахмуд Магомедович (1923—2011)
- Малков, Пётр Лукич (1924—2014), скульптор и художник
- Моторин, Алексей Васильевич (1924—2004)
- Овчинников, Николай Васильевич (1918—2004), живописец (историческая и жанровая картина, пейзаж)
- Пензов, Иван Алексеевич (1928—2000)
- Санджиев, Никита Амолданович (1924—1994)
- Степанова, Антонина Яковлевна (1927—2019), художник по стеклу
- Шушканов, Дмитрий Николаевич (1923—2002)
- Шушканова, Людмила Николаевна (1926—2008)
- Ястребенецкий, Григорий Данилович (1923—2022), скульптор, заслуженный деятель культуры Польши

### 1985 год
- Данилевский, Евгений Иванович (1928—2010)
- Ермолин, Рем Николаевич (1926—2004)
- Жемерикин, Вячеслав Фёдорович (1942—2005)
- Казанчан, Корюн Геворкович (1920—1991)
- Кочупалов, Алексей Дмитриевич (1940—2010)
- Ларишев, Геннадий Иванович (1929—2008)
- Кукулиев, Борис Николаевич (род. 1936)
- Павлишин, Геннадий Дмитриевич (род. 1938)
- Пинкисевич, Пётр Наумович (1925—2004)
- Сибирский, Вениамин Михайлович (1936—2019)
- Сонин, Виктор Александрович (1934—2008)

### 1986 год
- Ананьин, Александр Михайлович (1918—1998)
- Гудин, Евгений Иванович (1921—1991), живописец-пейзажист
- Ерофеев, Василий Иванович (1937—2020)
- Ерышев, Николай Павлович (1936—2004)
- Либеров, Алексей Николаевич (1911—2001), живописец
- Митурич-Хлебников, Май Петрович (1925—2008), художник
- Неменский, Борис Михайлович (род. 1922)
- Носков, Владимир Александрович (1926—2007)
- Сергеев, Альберт Георгиевич (1926—2003)
- Стамов, Василий Гаврилович (1914—1993), скульптор, рисовальщик, портретист,
- Фёдоров, Ревель Фёдорович (1929—2022), живописец и график.

### 1987 год
- Жилинский, Дмитрий Дмитриевич (1927—2015), художник
- Козлов, Энгельс Васильевич (1926—2007), живописец, портретист
- Краснов, Алексей Павлович (1923—1998)
- Шумилкин, Александр Андреевич (1935—2015)

### 1988 год
- Борисов, Александр Тимофеевич (1927—2017)
- Бурганов, Александр Николаевич (род. 1935), скульптор
- Ведерников, Евгений Алимпиевич (1918—2008)
- Зыков, Анатолий Иванович (1930—2008), живописец и график
- Илюхин, Владимир Дмитриевич (1923—2007)
- Кочергин, Эдуард Степанович (род. 1937), театральный художник, писатель
- Орехов, Юрий Григорьевич (1927—2001), советский скульптор
- Рокчинский, Гарри Олегович (1923—1993), художник
- Учаев, Анатолий Васильевич (род. 1939)
- Якушевский, Станислав Фаустинович (1922—2000)

### 1989 год
- Король, Анна Степановна (1926—2020)
- Муратов, Владимир Сергеевич (1929—2005), художник по стеклу, акварелист, эмальер
- Папикян, Альберт Степанович (1926—1997)
- Сидоров, Николай Михайлович (1922—2009)
- Шевандронова, Ирина Васильевна (1928—1993)

### 1990 год
- Гришко, Юрий Дмитриевич (1935—2018), скульптор
- Ненашева, Альдона Михайловна (род. 1928)
- Ольдаев, Ким Менгенович (1933—1995)
- Сорокин, Иван Васильевич (1922—2004), художник

### 1991 год
- Бланк, Борис Лейбович (род. 1938), художник-постановщик киноконцерна «Мосфильм»
- Квасов, Александр Сергеевич (1933—1999), ректор Московского высшего художественно-промышленного училища
- Киселёв, Пётр Дмитриевич (1918—2004), художник-постановщик киноконцерна «Мосфильм»
- Рыбченков, Борис Фёдорович (1899—1994), художник, город Москва
- Ряннель, Тойво Васильевич (1921—2012), художник, Красноярский край
- Санакоев, Сергей Павлович (1920—2002), скульптор, Северо-Осетинская АССР
- Сергин, Валерьян Алексеевич (род. 1936), художник, Красноярский край
- Смирнов, Максим Иванович (1927—2003), художник-резчик по дереву Богородской фабрики художественной резьбы, Московская область
- Соломин, Николай Николаевич (род. 1940), художественный руководитель Студии военных художников имени М. Б. Грекова
- Сорокин, Виктор Семёнович (1912—2001), художник, Липецкая область
- Шумилов, Вячеслав Фёдорович (1931—2004), художник, Тверская область
- Шенгелия, Леван Александрович (1921—2009), художник-постановщик киноконцерна «Мосфильм»
- Щербаков, Владимир Вячеславович (1935—2008), художник, город Москва

### 1992 год
- Телин, Владимир Никитович (1941—2012), художник, город Москва